# 平井良一
平井 良一（ひらい りょういち、1908年〈明治41年〉9月5日 - 1991年〈平成3年〉7月27日）は、日本の実業家。株式会社平井眞美館創業者。藍綬褒章受章。
総合印刷・アルバム印刷を手がける平井眞美館の創業者。旧海軍関係者との人脈が強く、関西財界の要職を務めた。日本経営者団体連盟常任理事、全日本コロタイプ印刷組合理事長、奈良新聞社監査役などを歴任。

## 来歴
1908年、奈良県山辺郡朝和村（現在の奈良県天理市）に生まれる。旧帝国海軍呉海兵団に入団、除隊の後、広島市大手町にて平井眞美館を創業。
1950年、マイクロ印刷技術により特許取得。
1953年、本社を奈良県奈良市に移転。その後、財界では日本経営者団体連盟（現・経団連）常任理事、全日本コロタイプ印刷組合（現・全日本学校アルバム印刷組合）理事長、奈良新聞社監査役などを歴任する。また、海軍OB・海上自衛隊関係者として、奈良県ネービー会会長、自衛隊父兄会会長などを務めた。
1987年、藍綬褒章受章。
1991年、死去。

## 人物
旧海軍時代の交友で、海軍・海上自衛隊関係者との人脈が強かった。海軍将校である及川古志郎（海軍大臣、軍令部総長）や小松輝久（海軍中将、元皇族）、特許庁長官などを歴任した井上尚一とは度々会合を持った。